# Шугули
 Шугули  — разновидность ссоры между хевсурскими мужчинами, кончающейся поединком. Причиной обычно служила случайная ссора или желание доказать своё превосходство. Также шугули можно рассматривать как одно из специфических средств военно-физической подготовки.
Во время шугули обычно использовалось холодное оружие (особенно боевые кольца), и противники старались показывать своё искусство владения им, нанося лишь лёгкие кровоточащие раны. Нанесение серьёзных ран и увечий ведёт к кровной мести. Шугули происходит между однолетками, людьми не старше 50 лет. Не проводится во время сбора людей в случае смерти и до дня похорон.